# Helga Schmedt
Helga Schmedt, geborene Pfeiffer (* 10. Mai 1929 in Essen; † 25. September 2022), war eine deutsche Politikerin der SPD und Mitglied des Deutschen Bundestages.

## Leben
Schmedt absolvierte die Volks- und danach die Handelsschule und erlangte die Mittlere Reife. Nach einer kaufmännischen Lehre arbeitete sie erst in der Industrie und später in der Arbeitsvermittlung. Im Jahr 1972 wechselte sie als Verwaltungsangestellte in die Kommunalverwaltung. Sie trat im selben Jahr der SPD bei.

## Politik
Schmedt betätigte sich in der Arbeitsgemeinschaft sozialdemokratischer Frauen (AsF), war Bezirksvorsitzende und wurde im Jahr 1977 in den SPD-Landesvorstand von Nordrhein-Westfalen aufgenommen. 
Schmedt saß vom 4. November 1980 bis zum Ende der neunten Legislaturperiode 1983 im Deutschen Bundestag, in den sie über die Landesliste der SPD in Nordrhein-Westfalen gewählt wurde. Im Parlament saß sie unter anderem im Ausschuss für Raumordnung, Bauwesen und Städtebau und innerhalb ihrer Fraktion in der Arbeitsgemeinschaft Umweltschutz. Außerdem war sie ab März 1982 Schriftführerin. Nachdem sie zur Bundestagswahl 1983 nicht erneut gewählt worden war, rückte sie am 1. September 1983 für den ausgeschiedenen Abgeordneten Manfred Lahnstein ins Bundesparlament nach. Sie war bis zum Ende der zehnten Legislaturperiode 1987, in der sie Mitglied des Ausschusses für wirtschaftliche Zusammenarbeit war, Mitglied des Deutschen Bundestages. 
Für ihre Partei schrieb sie im Sozialdemokratischen Pressedienst unter anderem zu den Themen Soziale Situation der Mieter und Wohngeldleistungen (1982), Pharma-Export in die Dritte Welt (1984) und Situation von Studenten aus Entwicklungsländern in der Bundesrepublik (1985).